# Colbusa discrepana
Colbusa discrepana is een vlinder uit de familie spinneruilen (Erebidae). De wetenschappelijke naam is voor het eerst geldig gepubliceerd in 1896 door Karsch.
De soort komt voor in tropisch Afrika.